# Павло Младанович
Павло Младанович (пол. Paweł Mładanowicz; нар. бл. 1758 — пом. бл. 1839, Межиріч Корецький) — свідок Уманської різанини, мемуарист, чернець ордену піарів.

## Біографія
Народився близько 1758 р., імовірно в Умані, куди в 1757 р. його батько Рафал Младанович був призначений губернатором уманських маєтків польського магната Францішка Салезія Потоцького. Родина була полонізованого сербського походження. Навчався в уманській василіанській школі разом з дітьми Гонти.
Після захоплення Умані, родина коменданта Рафала Младановича знаходилась біля католицького костелу який швидко оточили гайдамаки. Автор спогадів про ті події шляхтич Тучапський стверджував що Гонта упрікав його в приховуванні важливого листа написаного воєводою для нього. Врешті наніс йому удар саблею, і наказав оточуючим його вбити. Водночас сам Павло Младанович, який був поруч, стверджував що Гонта вимагав передати йому касу. Через відмову, той віддав коменданта оточуючим козакам.
Перед початком Уманської різанини, Залізняк оголосив про те що вони можуть обирати тих кого вони хочуть охрестити в православну церкву і таким чинном врятувати їх життя. Деякі таким чином взяли собі дружин, а інші хресників через почуття людинолюбство. Так для хрещення було наказано зберегти родину Младановича — доньку Вероніку з сином Павлом, а також їх тітку, яка займалась вихованням дітей. Всіх обраних зібрали на економічному дворі, втім почувши про те що їх збираються похрестити, тітка впала на коліна і промовила що краще смерть. Але ледве вона це зробила, її забив топором колишній охоронець губернаторського будинку. Надалі їх повели до церкви св. Михаїла де похилий священник хрестив їх. Вероніка не пам'ятала як опинилась там, її тримали інші міщанки. А брата побачила на руках когось з козаків. Хрещеними дітей виступили самі Залізняк і Гонта, після чого всіх новонавернених відвели для збереження на гарнізонний двір де вони дізнались про смерть батьків.
Наступного дня на гарнізонний двір приїхав Залізняк на коні, з ним пішки йшли два парубки і осадчий або отаман з села Оситне, яке було у власності Младановича. Там останній вмовив Гонту віддати їм дітей, на що той згодився. І далі на возі їх вивезли в Оситне. Втім небезпека чекала дітей Младановича і там, бо у відсутність осадчого гайдамаки пограбували тамтешній економічний двір. Побачивши це, він перевдягнув їх в селянський одяг та заховав в очереті. Наступного дня він повернувся з їжею та граблями, і відвів як грібців на сінокіс. Втім вночі вони продовжували переховуватись в очереті. За два тижні до Оситної дібрався колишній писар Младановичів Хмелевич, і повідомив про поразку гайдамаків та захоплення Гонти. Після того осадчий перевіз їх до власного дому.
Відомості про подальшу долю обмежені. Осадчий зміг розшукати дядька Младановичів, який жив на Поділлі і під чию опіку він віддав дітей.  Пізніше Павла віддали на виховання католицькому ордену піарів, після чого він і сам ксендзом-піаром. Водночас деякі джерела стверджують що він був василіанином.

## Спогади
Як і сестра, він написав спогади про Коліївщину «Уманська різанина» (пол. Rzeź Humańska) які вийшли в 1862 р. в Варшаві. Втім до них критично відносились історики, які вважали що їх метою було очорнити Коліївщину. Так, наприклад, у них Младанович приписує Гонті особисто два вбивства: касира Рогашевського і своєї тітки Констанції Янкевичової. Втім Володимир Антонович проаналізувавши його спогади вказував що в них він протирічить сам собі, адже в тексті самого Младановича згадується наказ про те щоб їх пощадили. А сестра Павла була свідком вбивства своєї тітки, і не вказувала на причетність до Гонти до її смерті. Підстави для цього вбачають як і бажання виправдати дії батька, так і багаторічні спроби викликати милосердя до себе які спричинили колізію фактів та значне перебільшення цифр. Крім того у випадку Павла він міг мати на меті і релігійну мету, через приналежність до католицького ордену.